# تپه سنگر
تپه سنگر مربوط به اواخر هزاره دوم تا است و در شهرستان مشهد، بخش رضویه، روستای قازقان واقع شده و این اثر در تاریخ ۱۹ مرداد ۱۳۸۴ با شمارهٔ ثبت ۱۲۹۴۳ به‌عنوان یکی از آثار ملی ایران به ثبت رسیده است.